# 枚江镇
枚江乡，是中华人民共和国江西省吉安市遂川县下辖的一个乡镇级行政单位。

## 行政区划
枚江乡下辖以下地区：
定口村、中团村、石牌村、枚溪村、舍上村、邵溪村、圆岭村、高垅村、高升村、东江村、莲溪村、钱塘村、下湖村、瑶溪村、张塘村和豪溪村。